# Circuito internazionale di Viterbo
Leopard Circuit Viterbo, precedentemente noto come Circuito internazionale di Viterbo, è un impianto motoristico situato a circa 7 km a nord della città di Viterbo, nel Lazio. Il tracciato, originariamente inaugurato nel 2008, è stato completamente rinnovato nel 2025.
Il circuito è omologato per competizioni nazionali e internazionali e ospita gare di karting, supermoto, minimoto, oltre a test e attività promozionali. L'impianto è dotato di box, paddock attrezzato, sala stampa e tribune.

## Descrizione

### Sezione asfaltata

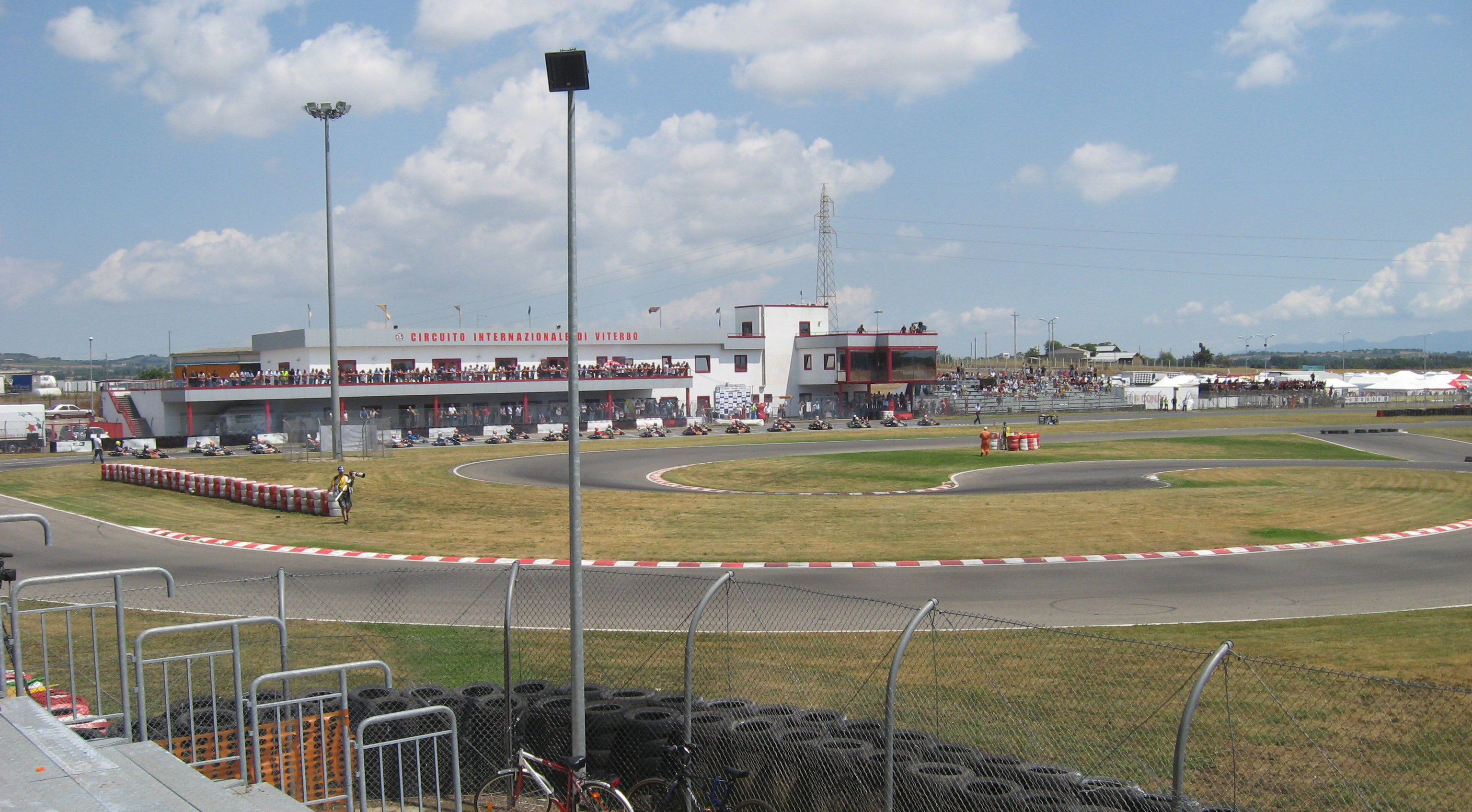
Particolare della "Chiocciola".

Si compone di 1300 metri di lunghezza ed ha una larghezza media di 9 metri che raggiunge i 10 metri nel rettilineo iniziale. Il circuito dispone di due rettilinei entrambi della lunghezza di 170 metri, il primo dei quali ospita la griglia di partenza composta rispettivamente di 34 posizioni per i kart e 32 per le supermoto.
Il circuito è da percorrere in senso orario ed è composto di 10 curve verso destra e 6 verso sinistra. Tratti distintivi del circuito sono la chicane veloce in salita e la cosiddetta "chiocciola", una curva parabolica sinistra a stringere seguita da una curva destra più lenta da percorrere in successione. Due possono essere le varianti del circuito una delle quali, utilizzata durante il noleggio, esclude proprio la chiocciola considerata troppo impegnativa per i non professionisti.

### Sezione sterrata

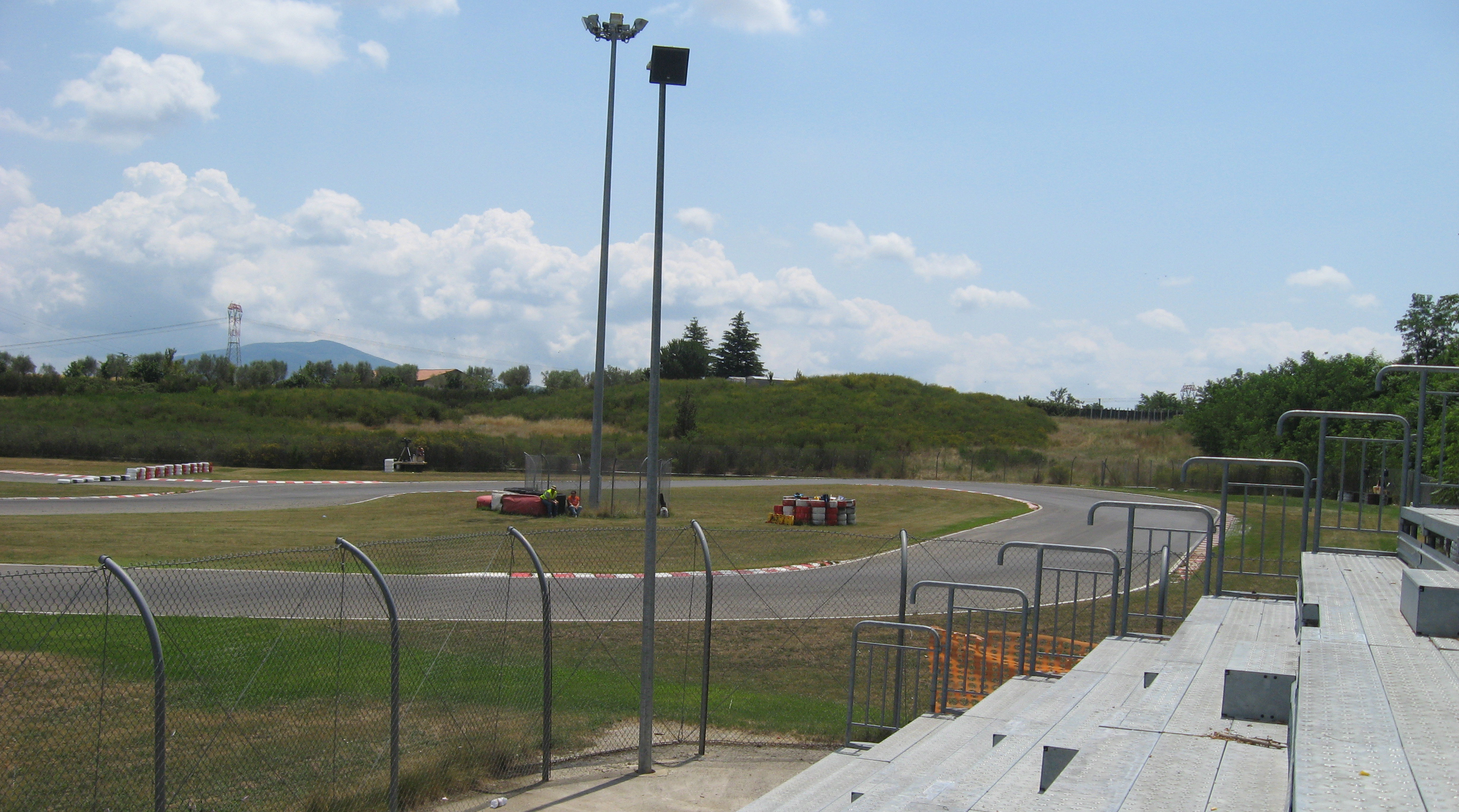
Particolare dello scollinamento subito dopo la chicane.

Quando a girare sono le supermoto il tracciato viene ampliato raggiungendo la lunghezza massima di 1680 metri. Ai 1300 metri di pista asfaltata si vanno infatti ad aggiungere 380 metri di pista sterrata che ha inizio con la conclusione del primo rettilineo. Le curve totali sono 6 divise equamente: 3 destre e 3 sinistre.
Il circuito dispone inoltre di un'area paddock ed un'area parcheggi completamente asfaltate e recintate che complessivamente raggiungono un'estensione di circa 20000 m². L'impianto è completato da una serie numerosa di servizi.
Per gli spettatori sono disponibili, oltre a una terrazza panoramica, anche due tribune, una in prossimità della linea del traguardo e l'altra in prossimità della "chiocciola".
Il circuito può contare su un sistema di illuminazione costituito da 7 torri faro che consentono il normale svolgimento della competizione anche nel caso in cui si disputasse una tappa in notturna o in condizioni di visibilità ridotta.
La rilevazione dei tempi è assicurata da tre bande magnetiche "Alfano" mentre le postazioni dei commissari di gara sono un totale di 8 sparse lungo tutto il circuito più 1 in prossimità della linea del traguardo.

## Competizioni

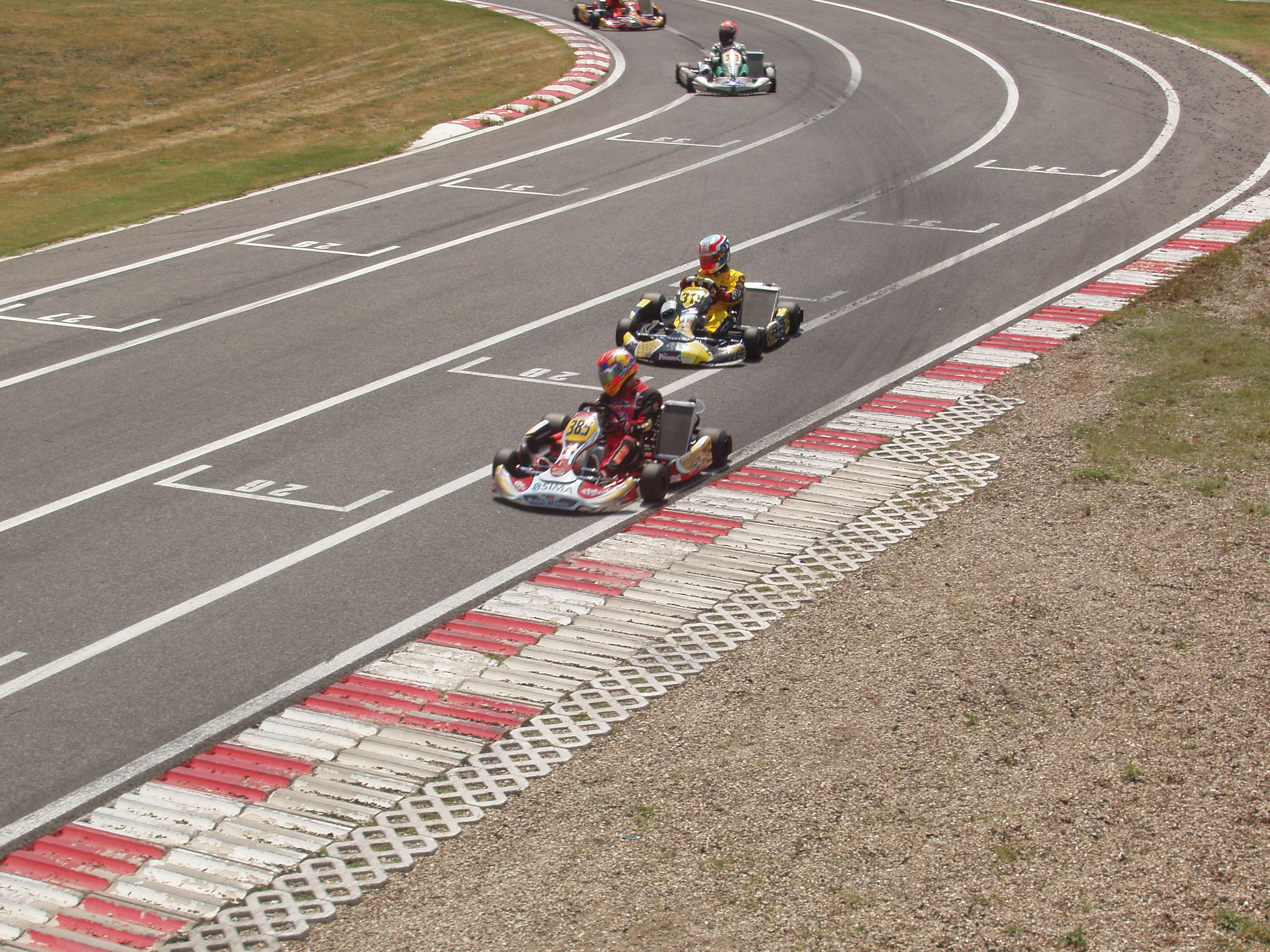
Un passaggio sul rettilineo iniziale.

Il  circuito internazionale di Viterbo è sede di importanti competizioni internazionali, nonché di numerose competizioni a carattere nazionale e regionale. Le più importanti sono:
- il Campionato mondiale Supermoto che nel 2009 vide il circuito come prima tappa del mondiale
- il Campionato mondiale Supermoto che viene ospitato annualmente dal 2008 nel periodo di giugno-luglio
- il Campionato italiano Karting

Il circuito, quando non impegnato per le competizioni, è aperto al pubblico degli amatori che possono girare in pista con propri mezzi omologati e purché muniti di licenza rilasciata dagli organi di competenza. In loco è anche disponibile un servizio di noleggio kart.